# 2008-as mumbai terrortámadás
A 2008-as mumbai terrortámadás egy nagyon súlyos terrortámadás volt, amelyben legkevesebb 195 ember, köztük legalább 22 külföldi vesztette életét. A célpontok között volt étterem, kórház, pályaudvar, rendőrkapitányság, szálloda és egy zsidó szervezet székháza is. Az összecsapások november 29-éig, szombat reggelig tartottak, amikor indiai kommandósok megölték a Tádzs Mahal Hotelt elfoglaló terroristákat.

## A terrortámadást követően
2009. február 25-én az indiai rendőrség vádat emelt az egyetlen életben maradt merénylő, Azam Amir Kaszav ellen, aki bíróság tárgyalásán beismerte bűnösségét (július 20.). Pere április közepén kezdődött egy mumbai börtönben kialakított különleges bíróságon.